# Johann Philipp von Schönborn
Johann Philipp von Schönborn (Laubuseschbach, 6 agosto 1605 – Würzburg, 12 febbraio 1673) fu arcivescovo di Magonza dal 1647 al 1673, vescovo di Würzburg dal 1642 al 1673 e vescovo di Worms dal 1663 al 1673.
I contemporanei gli concessero i titoli di Il Giusto, Il Salomone tedesco e Il Catone di Germania.

## Biografia
Johann Philipp nacque a Laubuseschbach (nella moderna Assia) da Georg von Schönborn. Era probabilmente protestante, ma venne educato dai gesuiti a Weilburg, Magonza, Orléans e Siena. Nel 1621 divenne chierico (in attesa del canonicato) della cattedrale di Würzburg, e nel 1626 ricevette il sacerdozio a Magonza. Nel 1626 ricevette la consacrazione definitiva, sempre a Magonza. Divenne canonico della cattedrale di Würzburg nel 1629 e a Worms nel 1630. Si spostò quindi a Colonia con un'alta posizione nel 1631 per l'avanzata dell'esercito svedese durante la Guerra dei Trent'anni.
Nominato vescovo di Würzburg l'8 settembre 1642, Johann Phillip tentò immediatamente di reinstaurare la propria condizione di principe-vescovo. Negoziò con l'Imperatore per ridurre i movimenti delle truppe attraverso la diocesi, garantendosi la pace dall'avanzata delle forze svedesi verso la Francia. Nel 1645 iniziò dei negoziati per il termine degli scontri, ma la sua posizione in Germania era debole e surclassata dal trattato stipulato col cardinale francese Giulio Mazzarino. Inoltre fu uno dei grandi sostenitori della Pace di Vestfalia e inviò delegati a Münster e Osnabrück, rivolgendo attenzioni all'Imperatore ed al Re di Francia. Dal momento che il re svedese Gustavo Adolfo resisteva ad ogni compromesso, Johann Phillip prese posizioni coinvolgendo Innocenzo X.
Per questa sua fama di pacificatore, il capitolo della cattedrale di Magonza elesse Johann Philipp arcivescovo di quella sede il 19 novembre 1647. Il Papa formalmente non gli concesse il pallio della sede a causa di una questione di denaro (in questo periodo i vescovi dovevano pagare una tassa alla Sede Apostolica per essere riconosciuti nella propria sede), ad ogni modo vi furono ritardi per la sua posizione con i protestanti (Johann Philipp venne confermato solo il 13 settembre 1649). Johann Phillipp utilizzò il proprio nuovo incarico per far valere i negoziati di pace. Il risultato di questo suo impegno fu la Pace di Vestfalia nel 1648, che riconobbe i diritti degli stati tedeschi, mediati tra la Francia e l'Impero.
I francesi continuarono ad ogni modo ad occupare alcune regioni della Germania anche dopo la pace, inclusa la città di Magonza e la residenza dell'arcivescovo. Quando la politica degli Asburgo si rivolse nuovamente alla Germania, Johann Philipp rivolse la propria attenzione alla Francia, nel 1655. Nel 1658 tentò di evitare l'elezione di Leopoldo I a Imperatore, con l'intento di consegnare la corona al Re francese Luigi XIV. Leopoldo venne ad ogni modo eletto, e per questo Johann Philipp aiutò l'insurrezione della Lega del Reno. Quando i francesi invasero nuovamente la Germania e Magonza stessa, Johann Philipp passò dalla parte di Leopoldo e si unì alla chiesa tedesca. Egli, successivamente, ottenne nuovamente i territori dell'arcivescovato dell'Assia e di Erfurt.
Al seguito della Guerra dei Trent'anni, Johann Philipp promosse molte riforme per la costituzione e la ricostruzione della diocesi. Sostenne moltissimo le riforme del Concilio di Trento, ricostruendo molte infrastrutture, ricostruendo intere regioni devastate dalla guerra e dalla peste. Ristabilì il coro della cattedrale di Magonza, e nel 1656 introdusse la tradizione dei canti gregoriani. Diede inoltre ordine di stampare e far circolare nuove versioni della Bibbia in tedesco. Nel 1660 ricostruì orfanotrofi e seminari per sacerdoti. Nel 1663 fu eletto vescovo di Worms ed anche in questa sede apportò nuove riforme. Aiutato dal gesuita Friedrich Spee, fu uno dei primi principi-vescovi a vietare la "caccia alle streghe", che aveva ucciso oltre 2.000 persone nell'arcivescovato nei secoli passati. Tra il 1660 e il 1670 si occupò dell'ampliamento del castello di Königstein.
Johann Phillip mantenne inoltre una politica conciliante coi protestanti, permettendo loro di continuare a vivere nell'arcidiocesi. Egli portò però Magonza alla bancarotta incrementando le fortificazioni della città.
Il 15 dicembre 1670 John Philip nominò Lothar Friedrich von Metternich-Burscheid suo coadiutore dopo gli inizi della sua malattia.
Morì a Würzburg, sua città favorita, nel 1673 e venne sepolto nel coro ovest della cattedrale di Magonza.

## Genealogia episcopale e successione apostolica
La genealogia episcopale è:
- Arcivescovo Filippo Archinto
- Papa Pio IV
- Cardinale Giovanni Antonio Serbelloni
- Cardinale Carlo Borromeo
- Cardinale Gabriele Paleotti
- Cardinale Ludovico de Torres
- Cardinale Giovanni Garzia Mellini
- Vescovo Antonio Albergati
- Vescovo Gereon Otto von Gutmann zu Sobernheim
- Vescovo Johannes Pelking, O.F.M. Conv.
- Vescovo Wolther Heinrich von Strevesdorff, O.E.S.A.
- Arcivescovo Johann Philipp von Schönborn

La successione apostolica è:
- Vescovo Johann Melchior Söllner (1649)
- Vescovo Berthold Nihus (1655)
- Vescovo Franz Egon von Fürstenberg (1663)
- Vescovo Stephan Weinberger (1667)
- Vescovo Valerio Maccioni (1669)